# الخيران
الخيران ، منطقة تقع في محافظة الأحمدي في الكويت. سميت بهذا الاسم لتواجد أكثر من خور فيها. تحتوي المنطقة على منتزه الخيران ومدينة الخيران السكنية

## التسمية
سمية الخيران بهذا الاسم نسبة الى وجود أكثر من خور، أبرزهم خور العمي و خور المفتح.

## تاريخ
تم اكتشاف العديد من الآثار التاريخية في منطقة الخيران، وأعلن المجلس الوطني للثقافة عن اكتشاف مدافن ركامية ومستوطنة ونقوش ثمودية. وتعود هذه الاكتشافات إلى 2500 سنة قبل الميلاد.
في عام 1987 تم افتتاح منتزه الخيران الذي يعد من أشهر الأماكن السياحية في الكويت.